# Gangra
Gangra var under antiken huvudstad i Paflagonien i Mindre Asien, nu Çankırı i Turkiet, ungefär 140 km nordost om Ankara. 

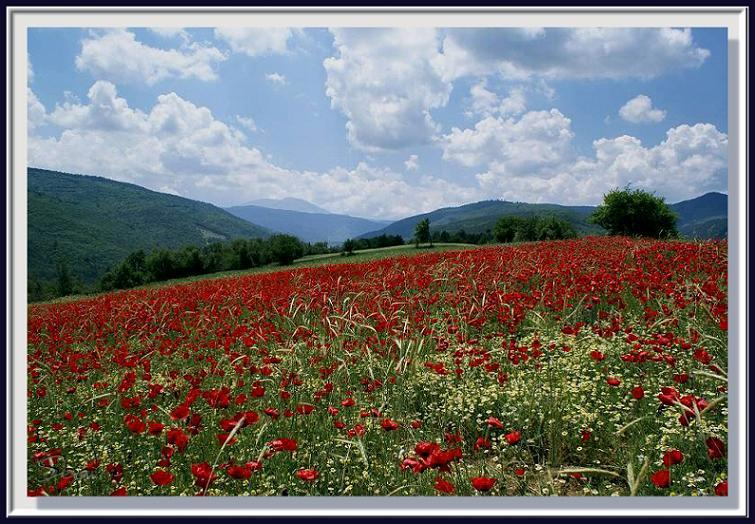
Fält med vallmo nära Çankırı

Staden ligger på 800 meters höjd i en dal med gott om vatten vilket gör att här odlas vete, bönor, äpplen och vallmo.
Under antiken var den också känd som Germanicopolis (grekiska: Γερμανικόπολις), sedermera även som Changra, Kandari eller Kanghari.
Här finns lämningar från många kulturer och folk såsom hettiter, perser, ponter, galater, romare och folk från Bysans, seldjuker och slutligen osmanska turkar.
Den siste kungen i Paflagonien, Deiotarus Philadelphus, dog 65 f.Kr. och efter hans död annekterade romarna landet och införlivade det med Galatien.
I kristen tid blev Gangra biskopssäte och under 300-talet platsen för en synod, synoden i Gangra.